# Velve-Lindenhof
Velve-Lindenhof is een wijk in Enschede, deel uitmakend van het Stadsdeel Oost.
De wijk grenst aan Stokhorst, de Bothoven en 't Ribbelt.
Sinds 22 maart 2007 is Velve-Lindenhof een van de 40 wijken van oud-minister Vogelaar.